# 清原良賢
清原 良賢（きよはら の よしかた）は、南北朝時代から室町時代にかけての公家、儒学者。後円融天皇の代から後小松上皇の代まで北朝天皇家の侍読を務めた。また室町幕府へも、3代将軍の足利義満の時代から6代将軍義教の治世期まで出仕しており、当代きっての学者として公武にわたり名声を馳せた。

## 経歴
明経道の家であった清原氏の嫡流に生まれる。幼少期から10代の間は祖父良兼や父宗季から漢籍を学んだ。20代の後半に入ると、後円融天皇に『尚書』や『礼記』などを進講し、以後北朝天皇家の侍読を務めるようになった。若年期から学者としての評判は高く、摂関家の近衛道嗣などは数度も良賢を召して『論語』や『礼記』の講読を受けたり、良賢に対して庇護を与えたりしている。永徳3年（1383年）4月16日には、父宗季が死去したため家督を継いだ。
永和年間（1375年 - 1379年）には足利義満の漢籍師範となっている。康暦2年（1380年）6月、義満の読書始の際には侍読役を務め、その後も継続して義満の許で講釈や文談をおこなった。永徳元年（1381年）には、義満の家司に任じられた。応永4年(1397年)に50歳で出家し、常宗と号した。この時、家督を子の頼季に譲ったとされる。
また、応永3年10月に義満息の義持（当時11歳）が読書始を行った際にも、良賢が侍読を務めた。当初、侍読役は紀伝道の東坊城秀長が務めるかと思われていたが、義満の命により良賢が務めることとなった。良賢は義満が没した後も、応永27年末まで将軍家への参仕を続けた。良賢の存在は4代将軍足利義持の政治思想に影響を与えたとも指摘されている。また、漢籍講読以外の役割として、将軍家と伏見宮家との間の申次などを務めていた。
正長元年（1428年）の正月に義持が死去し、青蓮院義円（後に義宣、義教と改名）が将軍家の家督を継承した。義円の還俗は種々の課題を引き起こしたが、この時良賢は長年幕府に仕えた学者として頼りにされ、幕閣からの諮問を受けている（後述）。これは当時、御用学者として、良賢の意見がいかに幕府から信任されていたかを物語っている。また義円は、義宣・義教と名を変更したが、この両方の名前の決定に際しても良賢の意見が求められた。
永享4年（1432年）10月に85歳で死去。文安元年（1444年）の十三回忌の際に、三朝侍読の功績から従三位が追贈された。この従三位追贈は明経道では初めてのことであった。生前の官歴としては、博士・大外記・少納言・主水正・主税頭を経て大膳大夫正四位下に至っている。

## 学者としての活動
清原氏は明経道を家学とする一族であり、同じく明経道を家学とした中原氏と同じく、家説の進講や伝授、家の点本の校合や伝授を行っていた。その中で良賢は、必ずしも伝統的な家説や古注に従わず、新注や新義を進講するなどし、義満に評価された。14世紀の中頃まで、明経家は中原氏が優勢であったが、良賢を契機として、その後は清原氏の勢力が影響力を増していった。また、良賢は有職故実家として、公家からの相談や院からの諮問も受けており、応永末年には有職家の中でも最高の権威となっていたと指摘されている。
また、正長元年、足利義教が将軍家家督を継承した時には、義教の還俗と俗官が問題になっており、学者として良賢は管領畠山満家から意見を尋ねられている。さらに、この時義教は、将軍宣下が行われる前から御判御教書をもって政務を開始しようとしていた。このことについて、良賢は「征夷大将軍に任命される以前から天下を判断することを問題なしとするならば、将軍でなくても誰でも権威や実力で政務を執ることを容認することになってしまうではないか」と反対した。この良賢の意見を受け、御判御教書の発給が延期されることとなった（代わりに管領下知状が用いられた）。当代きっての知識人であった良賢の発言とその後の幕府の対応は、当時の幕府にとって天皇制が不可欠なものであったことを示す事例として、日本中世史研究においても注目されている。

## 系譜
- 父：清原宗季
- 母：丹波行定女
- 妻：不詳
  - 男子：清原頼季
  - 男子：清原宗業